# Emma Rigby
Emma Rigby (født 26. september 1989) er en engelsk skuespiller og model. Hun blev født på St. Helens Merseyside. Emma Rigby er bedst kendt for sin rolle som Hannah Ashworth i serien Hollyoaks.